# Svarttjärnen (Stensele socken, Lappland, 721871-158214)
Svarttjärnen är en sjö i Storumans kommun i Lappland och ingår i Umeälvens huvudavrinningsområde.